# Дача Зыковой
Дача Зыковой — особняк постройки начала XX века в посёлке Симеиз в Крыму, расположенный по адресу ул. Владимира Луговского, 9, в стиле неоклассицизма, возведённый в 1914 году по проекту П. П, Щёкотова для Екатерины Александровны Зыковой. Памятник градостроительства и архитектуры регионального значения.

## Дача Зыковой
10 июня 1914 года жена генерала С. П. Зыкова Екатерина Александровна Зыкова приобретает у владельца Нового Симеиза И. С. Мальцова дачный участок № 42 площадью 475 квадратных саженей, а 17 июня 1915 года участок № 21 в 288 квадратных саженей —
всего 763 квадратных сажени (около 34,7 сотки). На купленных участках по проекту известного мастера московского модерна архитектора П. П. Щекотова была построена двухэтажная дача с элементами неоклассицизма. Здание, ввиду довольно крутого рельефа, сооружено на высоком цоколе, на который поднималась лестница с балюстрадой ведущей к главному входу, оформленному в виде полуротонды. В пышно расписанном строении, в котором купол барабана и прямоугольные окна богато украшены лепниной, отмечается большое смешение стилей, с преобладанием неоклассики. Первый этаж обрамлён круглой крытой колоннадой коринфского ордера, над которой располагался открытый балкон с балюстрадой, завершалось сооружение примечательным полусферическим куполом, увенчанным приземистым шпилем.

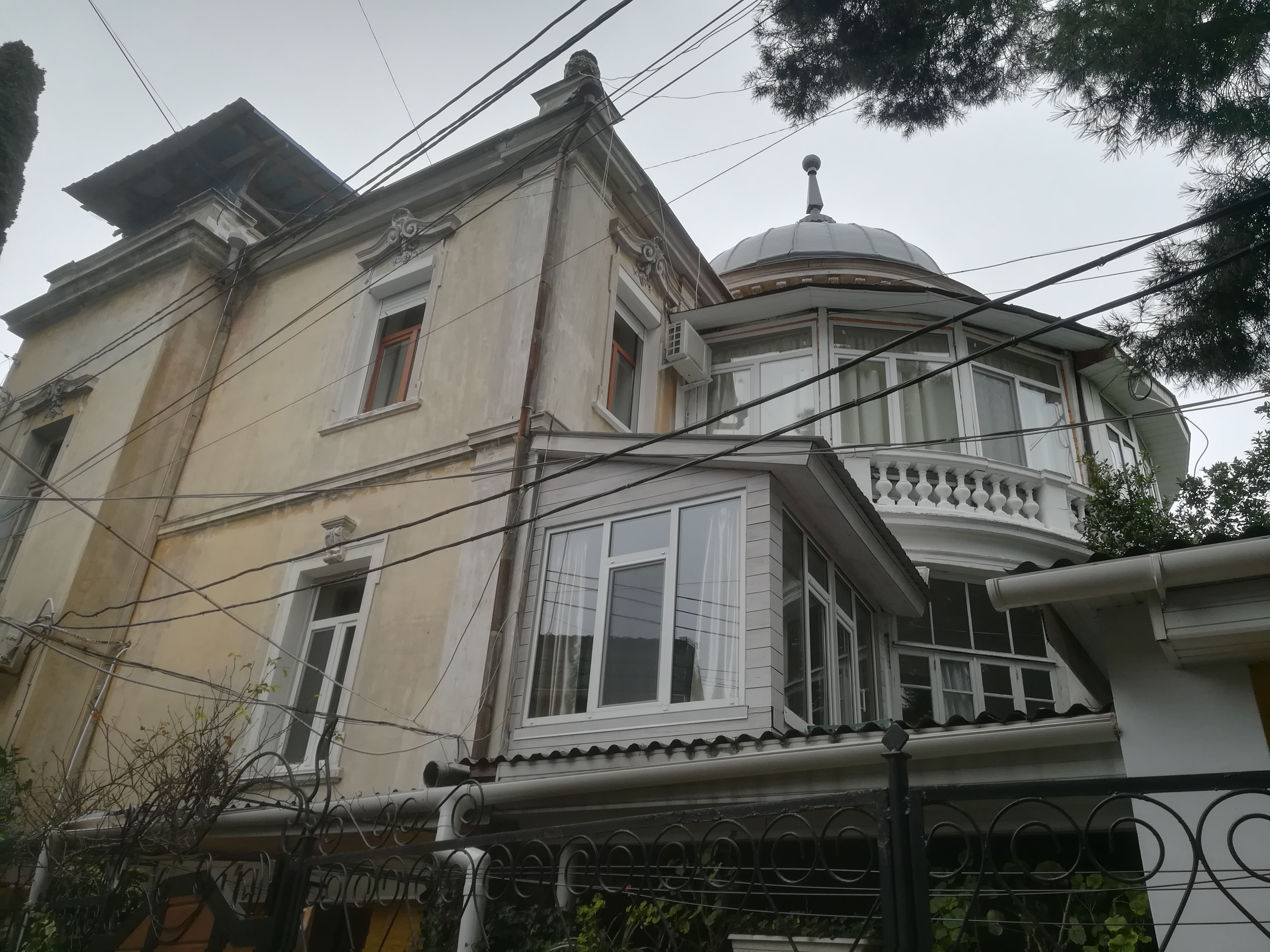
Современный вид

## После революции
16 декабря 1920 года приказом председателя Революционного комитета Крыма были изъяты «из частного владения как разных ведомств, так и частных лиц все имения Южного берега Крыма в районе от Судака до Севастополя включительно» и передавались в ведение специально созданного Управления Южсовхоза. Дача Зыковой в двадцатых годах XX века была включена в состав санатория ВЦСПС «Дольник», а затем разделена на коммунальные квартиры. С распадом СССР вокруг дома сооружены многочисленные пристройки для сдачи курортникам и, как следствие — был нарушен единый архитектурный стиль.